# 高價畫作詐騙術
高價畫作詐騙術（日语：／ Kaiga-shōhō */?）是一種灰色地帶的詐騙手法，但有認為只是一種商品推銷術，各國各有爭議，但在日本被定為違法。
日本泡沫經濟時期這種絵画商法開始大量出現，瞄準一般人民開始有錢追求一些藝術品的心態，通常是在市中心繁華地段租下店面，裝修成高品味的畫廊樣貌，內部陳設一些符合通俗口味但看似精美的畫作，推銷員舌燦蓮花，講成是名藝術校學生的作品，或一些較少人知道的縣市畫家作品，讓人難以查證，還暗示有增值可能。其售價與真正國際大師藝術品動輒上百萬美金還是有差距，最多幾千美金但對一般人來說是高價支出，然而真相是這些多為可大量生產的版畫，甚至有印刷品，很多價值還比不上那圈華麗的畫框值錢。此類售畫暴利高達成本五六倍甚至更高，成為一種驚人生意。
也有配合戀愛推銷法一起使用的案例，受害人開始交往幾周的女友，其實是畫廊推銷員，負責將其找機會帶到畫廊要求買畫。成交後女方會找理由迅速分手脫身。
高價畫作詐騙術有其法律灰色地帶所以橫行多年，關鍵在藝術品價值的主觀性，一人認為價值百萬元的作品也有人認為看不懂而不值一文，沒有客觀行情價，一群人有本事靠推銷手法將低價東西高價賣出，似乎也很難說其違法。直到21世紀初期此法在日本依然大量出現，形成不良社會風氣，直到2001年12月27日青森地方裁判所十和田支部一則著名判例，以惡德商業「違反公序良俗」的理由判決購買契約無效必須退款，2008年11月27日東京高等裁判所又出現以特定商品交易法和消保法判決退錢的案例。
現在已經在日本形成司法慣例，此類案件受害人幾乎都能勝訴，同時有四間較大畫廊由於此種販售法被處以行政罰款：
但此種畫作詐騙術逐漸蔓延到亞洲多國的現象出現，而很多國家並沒有將之定為違法。